# Давид ди Донателло 1961
6-я церемония вручения наград премии «Давид ди Донателло» состоялась 30 июля 1961 года в Театре в Тавромении.

## Номинанты и победители

### Лучшая режиссура
- Микеланджело Антониони — Ночь

### Лучший продюсер
- Гоффредо Ломбардо — Рокко и его братья (ex aequo)
- Дино Де Лаурентис — Все по домам (ex aequo)

### Лучшая женская роль
- Софи Лорен — Чочара

### Лучшая мужская роль
- Альберто Сорди — Все по домам

### Лучший иностранный продюсер
- Metro-Goldwyn-Mayer — Бен-Гур

### Лучшая иностранная актриса
- Брижит Бардо — Истина

### Лучшая иностранный актёр
- Чарлтон Хестон — Бен-Гур

### David speciale
- Клаудия Кардинале — Девушка с чемоданом
- Гэри Купер
- Франко Росси — Обнажённая одиссея